# Jacobus de Vuyst
Jacobus de Vuyst  (Rotterdam, 17 oktober 1927 – Heerde, 20 oktober 2002) was een Nederlandse christelijke gereformeerde predikant, docent en hoogleraar Nieuwe Testament.
Op 17 oktober 1927 werd De Vuyst geboren in Rotterdam. Hij studeerde aan de theologische hogescholen te Apeldoorn en Kampen (Broederweg). 
Na zijn studie werd hij op 4 november 1951 bevestigd als predikant te Vlissingen. Daarna was hij predikant te Amsterdam-Oost (1956), Zutphen (1966) en Zwolle (1975).
In de tijd dat De Vuyst predikant was in Amsterdam promoveerde hij in Kampen tot doctor in de theologie. Dat deed hij op 14 mei 1964 aan de Theologische Hogeschool van de Gereformeerde Kerken (vrijgemaakt). Zijn proefschrift handelde over het onderwerp: „Oud en Nieuw Verbond" in de brief aan de Hebreeën. Ruim twintig jaar later - in 1988 - werd De Vuyst door de buitengewone synode te Apeldoorn benoemd tot hoogleraar Nieuwe Testament aan de Theologische Universiteit te Apeldoorn. Hij was de opvolger van de plotseling op jonge leeftijd overleden prof. dr. J.P. Versteeg.
De Vuyst kampte met een zwakke gezondheid. Hij ging op 1 februari 1997 met emeritaat en werd op de universiteit opgevolgd door prof. dr. T.M. Hofman.
- International Standard Name Identifier: 0000 0000 4655 9521
- Library of Congress Control Number: no2008096285
- Nederlandse Thesaurus van Auteursnamen: 073124133
- Virtual International Authority File: 44113426
- WorldCat: E39PCjwBh79jwWFhyfRWcMmVyd